# 清源镇 (渭源县)
清源镇，是中华人民共和国甘肃省定西市渭源县下辖的一个乡镇级行政单位。

## 行政区划
清源镇下辖以下地区：
清源社区、新城社区、葛家湾村、星光村、张家湾村、城关村、北关村、上磨村、蛟龙村、河口村、柯寨村、刘家河村、新林村、秦王村、王家店村、鼠山村、苏家窑村、漫庄村、七圣村、小石岔村、马家窑村、年家河村、里仁村、红线村、池坪村、聂家山村和崔家河村。